# Szivárványos csillagoskolibri
A szivárványos csillagoskolibri (Coeligena iris) a madarak osztályának sarlósfecske-alakúak (Apodiformes)  rendjébe és a kolibrifélék (Trochilidae) családjába tartozó faj.

## Rendszerezése
A fajt John Gould angol ornitológus írta le 1846-ban, a Helianthea nembe Helianthea iris néven.

## Alfajai
- Coeligena iris aurora (Gould, 1854)
- Coeligena iris eva (Salvin, 1897)
- Coeligena iris flagrans Zimmer, 1951
- Coeligena iris fulgidiceps (Simon, 1921)
- Coeligena iris hesperus (Gould, 1865)
- Coeligena iris iris (Gould, 1854)[2]

## Előfordulása
Az Andok hegységben, Ecuador és Peru területén honos. A természetes élőhelye szubtrópusi és trópusi hegyi erdők és cserjések, valamint ültetvények és vidéki kertek.

## Megjelenése
Átlagos testhossza 15 centiméter, testtömege 6-9 gramm közötti.

## Életmódja
Nektárral táplálkozik.

## Külső hivatkozások
- Képek az interneten a fajról
- Internet Bird Collection - videók a fajról